# Achatia infructuosa
Achatia infructuosa är en fjärilsart som beskrevs av Walker 1857. Achatia infructuosa ingår i släktet Achatia och familjen nattflyn. Inga underarter finns listade i Catalogue of Life.